# Johann Philipp Odelem
Johann Philipp Odelem (* unsicher: 1680 in Braunschweig; † unsicher: nach 1730) war ein deutscher Jurist, Rechtsanwalt und Philosoph.

## Leben und Wirken
Odelem studierte Rechtswissenschaften an der Universität Helmstedt und promovierte 1702 an der Universität Halle zum Doktor der Rechte. In Magdeburg wirkte er als Strafverteidiger. Unklar ist, ob er – wie in der älteren Literatur teilweise behauptet wurde – später Bürgermeister von Braunschweig war.
Unter Odelems Schriften ist zunächst die zweiteilige, rund 360-seitige Sammlung Allerhand auserlesene curiose Rechts-Sachen von Interesse. In plastischer Sprache werden 19 Rechtsfälle aus unterschiedlichen Rechtsgebieten vorgestellt, etwa kirchenrechtliche und erbrechtliche Verfahren sowie Strafprozesse. Nach einer knappen Einführung in die Rechtsproblematik erfolgt jeweils eine ausführliche Sachverhaltsschilderung. Odelem schöpft bei seinen Fallerzählungen vor allem aus seiner eigenen anwaltlichen Erfahrung, z. B. seiner Verteidigung einer Magdeburger Witwe, die des Kindsmords verdächtigt wurde. Von regionaler Bedeutung sind seine zwei 1705 und posthum 1801 erschienenen Abhandlungen über das Schloss Salzdahlum und das Jungfrauen-Kloster Salzdahlum.

## Werke (Auswahl)
- Expositio numismatis argentei in memoriam Ducalis Palatii Salzdalensis. 1705.
- Epistola ad summe rever. virum Ioh. Fabricium SS. Th. D. Qua eidem contra Iohannis Cypriani SS. Theol. D. & P.P. Lipsiensis sycophantiam in orarione initiali de Methodis convertendi haereticos pontificiis proditam, practicum suppeditat consilium Amicus, I.U.D. Cum contentis responsis Fabricianae. 1711.
- Reliqviæ Papo-Cæsariæ Rom. In Disciplina Ecclesiastica Apud Lutheranos Oder Papistische Herrschafft Der Lutherischen Prediger Uber ihre Beicht-Kinder in Ausschliessung vom H. Abendmahl und andern Kirchen-Ceremonien, welche von unterschiedenen Lutherischen Ministeriis Als den Strahlsundischen, Lübeckschen, Hamburgischen, Lüneburgischen, Zellischen, Hannöverschen und Hildesheimischen bey der Anno 1604. zwischen denen Hauptleuten und Ministerio in der Stadt Braunschweig entstandenen Unruhe, durch besondre Responsa und Censuras Vertheidiget … 1722 (Online-Ausgabe).
- Allerhand auserlesene curiose Rechts-Sachen. Renger, Braunschweig, erster Teil 1729, zweiter Teil 1730.
- Monumentum Coenobii Salzdalensis. 1801 (posthum).